# رؤیا (فیلم ۲۰۱۲)
«رؤیا» (تلگویی: డ్రీమ్) یک فیلم ساخت کشور هند است که در سال ۲۰۱۲ منتشر شد.